# 三里溪水库
三里溪水库位于湖南省常德市桃源，是一座以防洪、灌溉、发电为主的中型水库，库容约3995万立方米，水库坝高约29.7米，正常蓄水位约101.1米，设计灌溉面积约7713公顷。